# Adolf Leo Oppenheim
Adolf Leo Oppenheim, né le 7 juin 1904 à Vienne et mort le 21 juillet 1974 à Berkeley (Californie), est l'un des assyriologues les plus éminents de sa génération.
Il est rédacteur en chef du Chicago Assyrian Dictionary de l'Institut oriental de Chicago de 1955 à 1974 et professeur « John A. Wilson » d'études orientales à l'université de Chicago.

## Biographie
Adolf Leo Oppenheim naît à Vienne, en Autriche, le 7 juin 1904. Il est de confession juive. Son père, Alfred, est un fabricant de meubles né en Moravie ; sa mère est née Johanna Rotter en Bohême.
Il épouse Elisabeth Munk, née à Vienne, en 1930. Le couple n'aura pas d'enfants.
Il obtient un doctorat de l'université de Vienne en 1933, puis travaille comme bibliothécaire et assistant au sein de l'institut d'études orientales de l'université. Il est licencié en 1938 et émigre aux États-Unis avec sa femme en 1941 en passant par la France. Ses parents meurent dans l'Holocauste au camp de concentration de Theresienstadt, et sa femme en réchappe de justesse[réf. nécessaire].
Il travaille quelques années à New York, à la bibliothèque publique jusqu'en 1942 et à l'Institut d'études asiatiques de 1944 à 1947, à l'université Johns-Hopkins en 1945 et au Dropsie College (en) à Philadelphie en 1945 et 1946.
En 1947, il obtient un poste d'associé de recherche à l'Institut oriental de l'université de Chicago. Il est nommé professeur assistant en 1949, professeur associé en 1950 et enfin professeur en 1954 (professeur émérite en 1973).
Il travaille dès son engagement au sein de l'institut sur le Chicago Assyrian Dictionary, dont les travaux de rédaction avaient commencé en 1921 avant d'être interrompus par la Seconde Guerre mondiale. Nommé rédacteur en chef adjoint en 1952[réf. nécessaire], puis rédacteur en chef de 1953 à 1973, il rédige lui-même, assisté d'Erica Reiner[réf. nécessaire], de grandes parties du manuscrit, dépassant le simple dictionnaire pour le transformer en une véritable encyclopédie de la culture mésopotamienne. À sa mort survenue subitement[réf. nécessaire] le 21 juillet 1974 à Berkeley (Californie), environ la moitié de l'ouvrage de plus de vingt volumes[réf. nécessaire] était publiée.
L'œuvre la plus célèbre[réf. nécessaire] d'Adolf Leo Oppenheim est Ancient Mesopotamia: Portrait of a Dead Civilization, parue en 1964 (1969 en français). Grâce à ses connaissances en ethnologie, il soulève de nouvelles questions ignorées jusque-là par les autres assyriologues. Alors qu'il était d'un naturel optimiste et sociable, il estimait impossible de présenter adéquatement la religion mésopotamienne, opinion qui suscita la controverse.

## Travaux
- Untersuchungen zum babylonischen Mietrecht, Vienna (Wien), Selbstverlag des Orientalischen Institutes der Universität, 1936
- The Interpretation of Dreams in the Ancient Near East, Gorgias Press, 1956 (ISBN 9781593337339)
- Ancient Mesopotamia: Portrait of a Dead Civilization, Chicago, University of Chicago Press, 1964 (reprint  (ISBN 0-226-63186-9))
- Letters from Mesopotamia, Chicago, University of Chicago Press, 1967 (lire en ligne )
- Essays on Mesopotamian Civilization: Selected Papers of A. Leo Oppenheim, Chicago, University of Chicago Press, 1974 (edited by Erica Reiner and Johannes Renger)
- Glass and Glassmaking in Ancient Mesopotamia, London, Associated University Presses, 1988 (ISBN 0-87290-058-4)